# Daniel Kohle
Daniel Kohle (ur. 8 października 1983) – niemiecki lekkoatleta, trójskoczek.
Sześciokrotny medalista mistrzostw Niemiec – srebro w hali (2011) oraz 5 brązów (2008, 2010 – hala; 2008, 2010 i 2011 – stadion).
Podczas młodzieżowych mistrzostw Europy (2005) zajął 15. miejsce w eliminacjach i nie awansował do finału.
W 2012 ogłosił zakończenie kariery.

## Rekordy życiowe
- Trójskok – 16,39 (2008)
- Trójskok (hala) – 16,24 (2006)